# Amietia fuscigula
Amietia fuscigula (tên tiếng Anh: Cape River Frog) là một loài ếch trong họ Pyxicephalidae. Trước đây nó được xếp vào chi Ranidae. Chúng được tìm thấy ở Lesotho, Namibia, Nam Phi, và Swaziland.
Các môi trường sống tự nhiên của chúng là xavan khô, xavan ẩm, vùng đất có cây bụi nhiệt đới hoặc cận nhiệt đới, vùng cây bụi ẩm khu vực nhiệt đới hoặc cận nhiệt đới, thảm cây bụi kiểu Địa Trung Hải, vùng đồng cỏ ôn đới, đồng cỏ khô nhiệt đới hoặc cận nhiệt đới vùng đất thấp, đồng cỏ nhiệt đới hoặc cận nhiệt đới vùng ngập nước hoặc lụt theo mùa, sông, đầm nước, hồ nước ngọt, đầm nước ngọt, suối nước ngọt, đất canh tác, vùng đồng cỏ, khu vực trữ nước, ao, và khu vực xử lý nước thải. Loài này đang bị đe dọa do mất môi trường sống.

## Hình ảnh

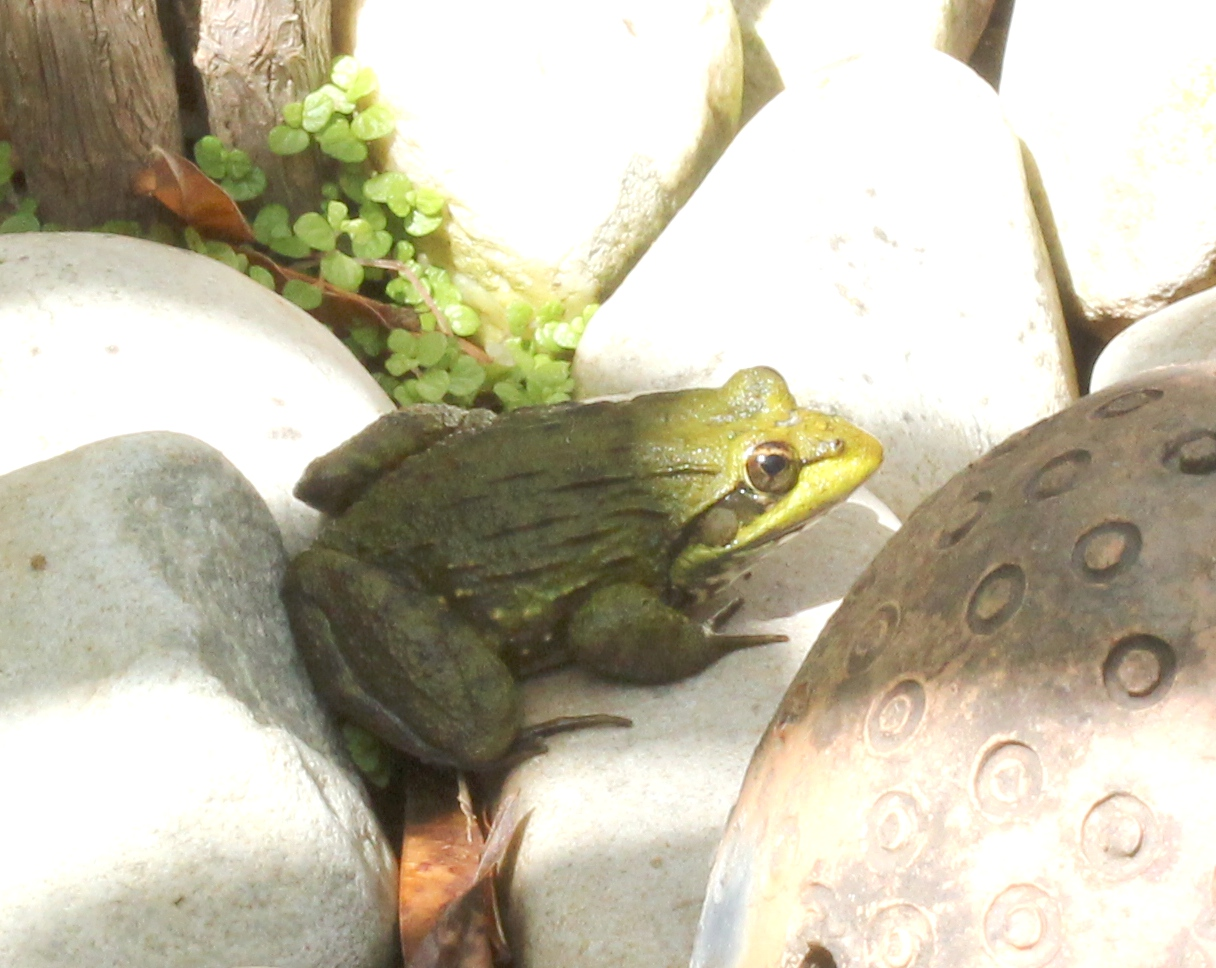